# Katarzyna Sobczyk

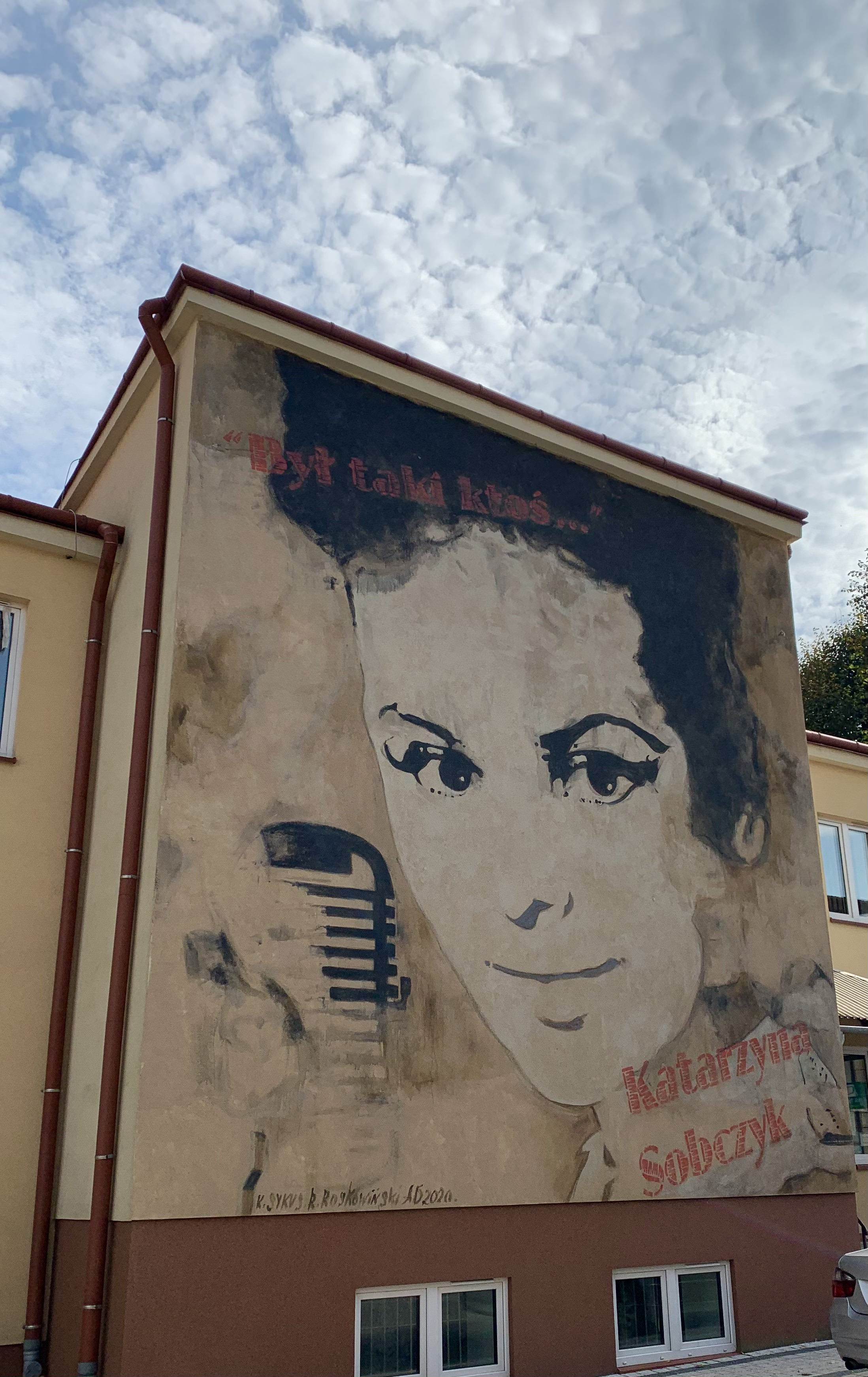
Wandbild von Katarzyna Sobczyk in ihrer Geburtsstadt Tyczyn

Katarzyna Sobczyk (bürgerlich Kazimiera Sawicka; * 21. Februar 1945 in Tyczyn; † 28. Juli 2010 in Warschau) war eine polnische Schlagersängerin.

## Leben
Katarzyna Sobczyk wurde in Tyczyn geboren und besuchte die Grundschule Nr. 4 in Koszalin. Später besuchte sie eine Musikschule und reiste für Konzertauftritt nicht nur in Polen, sondern auch ins Ausland. 1963 nahm sie am Wettbewerb Szukamy młodych talentów (deutsch Wir suchen junge Talente) teil und konnte sich unter den besten Zehn platzieren. Im Jahr darauf wurde sie Sängerin der Gruppe Czerwono-Czarni (Rot-Schwarz). Mit dieser Gruppe konnte sie 1964 beim Musikfestival in Opole (Krajowy Festiwal Piosenki Polskiej w Opolu) mit O mnie się nie martw (Mach dir um mich keine Sorgen) den ersten Platz belegen. Auch im Folgejahr konnte sie wieder den ersten Platz gewinnen, diesmal mit dem Lied Nie wiem czy to warto (Ich weiß nicht ob es das wert ist). 1966 war sie auf Auslandstournee in den USA und Kanada. 
1969 verließ sie Czerwono-Czarni und gründete mit Ryszard Poznakowski die Gruppe Wiatraki die aber schnell wieder zerfiel und Katarzyna Sobczyk Solo durch Polen tourte. Anfang der 1980er Jahre war sie nochmals kurzzeitig in den USA, kehrte aber wieder nach Polen zurück. 1992 zog sie nach Chicago, 1998 verstarb ihr Ehemann Henryk Fabian. 2008 wurde bei ihr Krebs festgestellt und daher kehrte sie nach Polen zurück.
Am 28. Juli 2010 starb Katarzyna Sobczyk auf Grund ihrer Krankheit.

## Diskografie
- Mały książę
- Nie bądź taki szybki Bill
- O mnie się nie martw
- Biedroneczki są w kropeczki
- Nie wiem, czy to warto
- Trzynastego
- Był taki ktoś
- To nie grzech